# Dostaler O'Leary
Dostaler O'Leary (Berthierville, Québec, 16 août 1908 - Paris 10e, 18 avril 1965) est un journaliste, un écrivain et un militant québécois. 
Né à Berthierville, il étudie au collège Saint-Joseph, au collège de Basse-Wavre puis à l'Université libre de Bruxelles, en passant par l'Université de Dijon. De retour au pays, il effectue un stage scientifique avant de devenir rédacteur pour La Patrie, où il est éditorialiste, chroniqueur politique et journaliste littéraire. Il a également été correspondant en France pour Radio-Canada.
Il se joint aux Jeune-Canada et œuvre avec son frère Walter-Patrice O'Leary à diverses associations patriotiques. Il participe à des réunions culturelles avec le Mexique et la France. Candidat défait pour le Bloc populaire canadien en 1945, il fondera l'Association internationale des journalistes de langue française. Il est l'auteur de plusieurs livres et articles traitant de questions civiques.
Le fonds d’archives Dostaler et Walter-Patrice O'Leary est conservé au centre d’archives de Montréal de Bibliothèque et Archives nationales du Québec.

## Ouvrages publiés
- L'Inferiority complex, Montréal : imprimé au "Devoir", 1935.
- Séparatisme : doctrine constructive, Montréal : les Éditions des Jeunesses patriotes, 1936.
- Jeunes du Québec et France d'aujourd'hui, 1941.
- Introduction à l'histoire de l'Amérique latine, Montréal : Éditions latines, 1949.
- Le roman canadien-français : étude historique et critique, Montréal : le Cercle du livre de France, 1954.

## Revues et journaux
- Amérique française
- L'Action nationale
- La Patrie
- L'Ordre